# Дебра Уитман
Дебра Уитман (англ. Debra Whitman) — героиня американских комиксов, издаваемых Marvel Comics. Наиболее известна как одна из второстепенных персонажей из жизни Человека-паука и бывшая девушка его альтер эго, Питера Паркера. Дебра была одной из первых людей, определивших, что Питер и Человек-паук – один и тот же человек.

## История публикаций
Дебра Уитман была создана сценаристом Марвом Вольфманом и художником Элом Милгромом и впервые появилась в комиксе The Amazing Spider-Man #196 (Сентябрь, 1979).

## Биография вымышленного персонажа
Дебра Уитман была секретарём кафедры биофизики Университета Эмпайр-Стейт. Там она встретила Питера Паркера, с которым у неё впоследствии завязались отношения. Тем не менее, он не мог совмещать личную жизнь с буднями супергероя Человека-паука, поэтому Паркер регулярно уклонялся от совместного времяпровождения. Будучи отвергнутой Питером, она начала встречаться с Биффом Рифкином, чтобы отвлечься от прошлых отношений, однако её чувства к Паркеру только возрастали. 
Ко всему прочему, Дебра испытывала психологические проблемы, из-за которых идеализировала людей и обладала неординарным мышлением. Находясь в отношениях с Питером Паркером, Дебра начала видеть галлюцинации, в которых тот был Человеком-пауком. Когда она рассказала о своих галлюцинациях психиатру доктору Бэйли Куклину, он попросил Питера надеть костюм Человека-паука, чтобы устроить ей шокирующую конфронтацию с реальностью и вывести из-под действия галлюцинаций. Питер отказался и указал на Биффа Рифкина как на более подходящего человека. Тем не менее, Бифф уже знал Дебру, когда та была замужем за Марком Уитманом. Однажды он спросил её о происхождении синяка под глазом, однако девушка уклонилась от ответа. Той же ночью он пришёл к ним домой и увидел, как Марк избивал Дебру. Бифф спас её и отвез в больницу, но она настаивала на том, что Марк был добрым и нежным мужем, не желая прислушиваться к мнению других людей. Затем Питер надел костюм и сказал ей, что является Человеком-пауком. В результате полученного шока она пришла в себя и приняла решение уехать из Нью-Йорка, чтобы развестись. Во время Гражданской войны супергероев, Питер раскрыл миру свою тайну личности.. После этого Дебра обсудила со своим соавтором новую книгу под названием «ДВУЛИКИЙ: Как Человек-Паук разрушил мою жизнь». Несмотря на неприятие названия и тона книги, она была готова подписать книгу в тот же день. В ярости, она начала швырять предметы по комнате, чтобы выплеснуть свой гнев перед подписанием. Во время подписания книги разгорелось сражение между Человеком-пауком и недавно выпущенным Стервятником. 
После того, как Человек-паук победил Стервятника, Дебра сообщила Бетти Брант, что редакторы заставили её преувеличить психический ущерб, который «нанес» ей Питер, чтобы лучше продать книгу. Мать Дебры была больна, и девушка не могла оплатить огромные медицинские счета, поэтому, когда Daily Bugle узнала обо всех прошлых отношений Питера Паркера, чтобы получить на него компромат, она ухватилась за шанс написать книгу. Бетти уговорила Дебру рассказать правду Daily Globe. 

## Вне комиксов

### Телевидение
- Дебра Уитман появляется в мультсериале «Человеке-пауке» 1994 года, озвученная Лиз Джорджес[11]. Здесь она представлена как научный гений и возлюбленная Флэша Томпсона, а также подруга и соперница Питера Паркера. Также испытывала чувства к Майклу Морбиусу. Узнав, что Морбиус стал вампиром, Дебра попыталась создать для него лекарство, но потерпела неудачу. В конце концов она вернулась к своему первоначальному образу жизни и сохранила отношения с Флэшем.
- Дебра Уитман фигурирует в мультсериале «Новые приключения Человека-паука» 2008 года. Она изображается как  секретарь Майлза Уоррена афроамериканского происхождения. Она старше классической версии из комиксов и поэтому не испытывает интереса к Питеру. Изначальный внешний вид Гвен Стейси в мультсериале в качестве погружённой в науку девушки в очках был вдохновлён образом Дебры из комиксов.